# Norman Spinrad
Norman Richard Spinrad (15 de setembro de 1940, Nova Iorque) é um escritor estadunidense de ficção científica.

## Histórico
Norman Spinrad, cursou a Bronx High School of Science. Em 1957 entrou para o City College de Nova York, onde formou-se em 1961 como Bachelor of Science (Bacharel em Ciências). Em 1966, mudou-se para San Francisco, posteriormente para Los Angeles e a(c)tualmente vive em Paris. Casou-se com uma colega de profissão, a romancista N. Lee Wood em 1990; divorciaram-se em 2005, não chegando a ter filhos. Spinrad foi presidente do Science Fiction and Fantasy Writers of America (SFWA) de 1980 a 1982, e novamente, de 2001 a 2002.

## Obras traduzidas
- O Sonho de Ferro. Rio de Janeiro: José Olympio, 1976.

## Roteiros/guiões
- "The Doomsday Machine" (Star Trek: The Original Series)
- "Tag Team" (Land of the Lost (1974))